# Percnia prouti
Percnia prouti är en fjärilsart som beskrevs av Eugen Wehrli 1914. Percnia prouti ingår i släktet Percnia och familjen mätare. Inga underarter finns listade i Catalogue of Life.